# Anolis dissimilis
Anolis dissimilis (чудний аноліс) — вид ігуаноподібних ящірок родини анолісових (Dactyloidae). Мешкає в Перу і Бразилії.

## Поширення і екологія
Чудні аноліси відомі з двох місцевостей, розташованих на сході Перу (у верхів'ях річки Мадре-де-Дьйос і в нижній течії Урубамби), а також з місцевості, розташованої в заповіднику Чандлесс в бразильському штаті Акрі. Вони живуть в бамбукових заростях у вологих тропічних лісах.